# Cynometra minutiflora
Cynometra minutiflora är en ärtväxtart som beskrevs av Ferdinand von Mueller. Cynometra minutiflora ingår i släktet Cynometra, och familjen ärtväxter. Inga underarter finns listade i Catalogue of Life.